# ルーマニア王国

ルーマニア王国
Regatul României (ルーマニア語)

国の標語: Nihil sine Deo（ラテン語）
神なしでは何もない国歌: Marș triumfal（ルーマニア語）
凱旋行進曲
（1881年 - 1884年）
 Trăiască Regele（ルーマニア語）
国王万歳
（1884年 - 1947年）

演奏のみ

ルーマニア王国の位置（1914年）

1890年のルーマニア王国の版図

1914年のルーマニア王国の版図

1939年のルーマニア王国の版図

ルーマニア王国（ルーマニアおうこく、ルーマニア語: Regatul României）は、1881年3月13日に、ルーマニア公国の大公カロル1世が国王に即位して成立した王国である。1945年5月8日の第二次世界大戦の敗戦とソビエト連邦による占領によって崩壊し、1947年12月30日には君主制が廃止されて法的に消滅した。

## 歴史

### 独立
長らくオスマン帝国の宗主下に置かれていたルーマニアであったが、ワラキアとモルダヴィアの連合公国から発展したルーマニア公国が1866年に憲法を制定した後、1877年5月9日にオスマン帝国宗主権下からの独立を宣言。翌年のサン・ステファノ条約およびベルリン条約にて列強の独立承認を受け、1881年に大公カロル1世は国王に即位。名実共に独立国としてのルーマニア王国が成立した。
1912年、バルカン諸国とオスマン帝国の間で第一次バルカン戦争が始まったが、ルーマニアは中立を維持した。その戦後処理をめぐる対立で勃発した第二次バルカン戦争では、ルーマニアはブルガリア王国に侵攻し、南ドブロジャを獲得した。

### 崩壊への道
第一次世界大戦では、連合国側で遅れて参戦しルーマニア戦線を構築するが中央同盟国に敗北、ブカレスト条約に調印しドブロジャを割譲するが、ヴェルサイユ条約によりブカレスト講和条約は破棄され、1918年12月1日にトリアノン条約を締結してブコビナ、トランシルヴァニア、ベッサラビア、そして一度は失ったドブロジャを獲得し、領土を2.5倍、人口を3倍にさせて大ルーマニアを実現した。
しかし大戦後、ロシア革命の影響によりルーマニアでも共産主義勢力が伸長。コルネリウ・コドレアヌ率いる鉄衛団は、その原因を国内のユダヤ人にあると考え、反共主義・反ユダヤ主義を掲げて支持を広げ議会で多数の議席を占めるようになる。国王カロル2世は彼等の影響力を嫌い、1938年政府を解散し自身の独裁体制を敷いた。
第二次世界大戦では、日独伊三国と同じく枢軸国側で参戦。ナチス・ドイツの圧力の下、独ソ不可侵条約を受けてホルティ政権下のハンガリー王国がトランシルヴァニアに進駐。更に南ドブロジャをブルガリアに割譲した。また、ソビエト連邦もブコビナとベッサラビアを占領した。これらの領土喪失に無為だった国王カロル2世に対する国民の不満は頂点に達し、1940年の軍部クーデターによりカロル2世は退位に追い込まれた。10月12日にはドイツ軍がブカレストに進駐し、同時期に三国同盟に加入。これ以後内政にも介入されるようになる。1941年6月22日にはドイツなどと連名でソ連に宣戦を布告、南方を中心として部隊を拠出する。1944年、再度のソ連侵攻に伴う政変によって連合国側に鞍替えし、ナチス・ドイツと戦火を交えた。

### 滅亡
1945年5月8日のドイツの降伏により、ルーマニア王国は、一時は奪還していたブコビナ北部とベッサラビアを含めて、ソビエト連邦に併合されて崩壊した。そして、ソ連軍の強い圧力の下、1947年12月30日には、王政は廃止され、ルーマニア共産党の一党独裁によるルーマニア人民共和国が正式に成立した。

## 歴代君主
| 代 | 名前                | 在職期間        |
| -- | ------------------- | --------------- |
| 1  | カロル1世           | 1881年 - 1914年 |
| 2  | フェルディナンド1世 | 1914年 - 1927年 |
| 3  | ミハイ1世           | 1927年 - 1930年 |
| 4  | カロル2世           | 1930年 - 1940年 |
| 5  | ミハイ1世（復位）   | 1940年 - 1947年 |